# Quadrupolo

Representação equemática de um quadrupolo elétrico

Quadrupolo é uma sequência de configurações de, por exemplo, cargas ou correntes elétricas, massa ou campos magnéticos, podendo existir como tal, ou ser parte de uma expansão multipolar de uma estrutura mais complexa envolvendo várias ordens de complexidade.

## Definição matemática
O tensor de momento de quadrupolo Q é um tensor de ordem 2 — representado por uma matriz 3x3. Existem várias definições, mas é normalmente indicado na forma com traço nulo (i.e. {\displaystyle Q_{xx}+Q_{yy}+Q_{zz}=0}). O tensor do momento quadrupolo tem, portanto, 9 componentes, mas devido à simetria da transposição e à propriedade zero-rastreamento, dessa forma, apenas 5 deles são independentes.
Para um sistema discreto de pontos de cargas ou massas no caso de um quadrupolo gravitacional, cada um com carga {\displaystyle q_{l}}, ou massa {\displaystyle m_{l}}, e posição {\displaystyle {\vec {r_{l}}}=(r_{xl},r_{yl},r_{zl})}. Em relação à origem do sistema de coordenadas, os componentes da matriz Q são definidos por:
{\displaystyle Q_{ij}=\sum _{l}q_{l}(3r_{il}r_{jl}-\|{\vec {r_{l}}}\|^{2}\delta _{ij})}.
Os índices {\displaystyle i,j} correm sobre as coordenadas cartesianas {\displaystyle x,y,z} e {\displaystyle \delta _{ij}} é o delta de Kronecker.  Isso significa que {\displaystyle x,y,z} deve ser igual, até o sinal, às distâncias do ponto aos {\displaystyle n} hiperplanos mutuamente perpendiculares para o delta de Kronecker iguais a 1..
Na forma não rastreável, o momento quadrupolo é algumas vezes declarado como:
{\displaystyle Q_{ij}=\sum _{l}q_{l}(r_{il}r_{jl})}
com esta forma vendo algum uso na literatura sobre o Método Multipolar Rápido. A conversão entre essas duas formas pode ser facilmente obtida usando um operador de remoção de rastreio.
Para um sistema contínuo com densidade de carga ou densidade de massa, {\displaystyle \rho (x,y,z)}, os componentes de Q são definidos por integral sobre o espaço cartesiano r:
{\displaystyle Q_{ij}=\int \,\rho (\mathbf {r} )(3r_{i}r_{j}-\|{\vec {r}}\|^{2}\delta _{ij})\,d^{3}\mathbf {r} }
Como em qualquer momento multipolar, se um momento de ordem inferior, monopolo ou dipolo for diferente de zero, o valor do momento quadripolar depende da escolha da origem da coordenada.Por exemplo, um dipolo de dois sinais opostos, com cargas do mesmo ponto de força, que não possui momento monopolar, pode ter um momento quadripolar diferente de zero se a origem for deslocada do centro da configuração exatamente entre as duas cargas; ou o momento quadripolar pode ser reduzido a zero com a origem no centro.  Por outro lado, se os momentos monopolo e dipolo desaparecem, mas o momento quadripolar não desaparece (por exemplo, quatro cargas de mesma força, dispostas em um quadrado, com sinais alternados), o momento quadripolar é independente de coordenadas.
Se cada carga é a fonte de um campo "potencial {\displaystyle 1/r}", como o campo elétrico ou gravitacional, a contribuição para o potencial do campo a partir do momento quadripolar é:
{\displaystyle V_{q}(\mathbf {R} )={\frac {k}{|\mathbf {R} |^{3}}}\sum _{i,j}{\frac {1}{2}}Q_{ij}\,n_{i}n_{j}\ ,}
onde R é um vetor com origem no sistema de cargas e n é o vetor unitário na direção de R.  Aqui, {\displaystyle k}  é uma constante que depende do tipo de campo e das unidades que estão sendo usadas..  Os fatores {\displaystyle n_{i},n_{j}} são componentes do vetor unitário do ponto de interesse até a localização do momento quadripolar.